# ベルランド総合病院
ベルランド総合病院（ベルランドそうごうびょういん）は、大阪府堺市中区にある民間病院。大阪府がん診療拠点病院や地域周産期母子医療センターに指定されている。2014年の9月に敷地内で新病院が移転、建て替えされ、2015年4月にグランドオープンした。24時間365日、地域の救急医療を担う病院として、高度な急性期医療を実践している。

## 沿革
- 1982年（昭和57年）5月 - ベルランド病院が開院。
- 1987年（昭和62年）2月 - 総合病院として認可され、ベルランド総合病院と改称。
- 2006年（平成18年）4月 - DPC対象病院
- - 7対1入院基本料施設基準認可
- 2007年（平成19年）11月 - 地域周産期母子医療センターに認定
- 2008年（平成20年）2月 - 卒後臨床研修評価機構 認定
- 2009年（平成21年）4月 - 大阪府がん診療拠点病院に指定
- 2013年（平成25年）4月 - 赤ちゃんにやさしい病院（Baby Friendly Hospital:BFH)認定。
- 2014年（平成26年）9月 - 新病院　竣工

## 診療科
- 総合内科
- 循環器内科
- 腫瘍内科
- 神経内科
- 呼吸器内科
- 消化器内科
- 内分泌・代謝科
- 腎臓内科
- 精神・神経科
- 外科
- 内視鏡外科
- 整形外科
- 心臓血管外科
- 脳神経外科
- 呼吸器外科
- 乳腺外科
- 形成外科
- 頭頸部外科
- 産婦人科
- 眼科
- 小児科
- 泌尿器科
- 耳鼻咽喉科
- 皮膚科
- リハビリテーション科
- 麻酔科
- 病理診断科

## 医療機関の指定・認定
（下表の出典）
| 保険医療機関 | 労災保険指定病院 |
| 母体保護法指定医の配置されている医療機関 | 生活保護法指定病院（中国残留邦人等の円滑な帰国の促進並びに永住帰国した中国残留邦人等及び特定配偶者の自立の支援に関する法律（平成六年法律第三十号）に基づく指定医療機関を含む。） |
| 臨床研修病院 | 指定自立支援病院（更生医療） |
| 結核指定病院 | 指定養育病院 |
| 指定自立支援病院（育成医療） | 特定疾患治療研究事業委託医療機関 |
| 原子爆弾被害者一般疾病医療取扱病院 | DPC対象病院 |
| 精神保健指定医の配置されている医療機関 | 指定小児慢性特定疾病医療機関 |
| 身体障害者福祉法指定医の配置されている医療機関 | 地域周産期母子医療センター |
| 診療科名中に産婦人科、産科又は婦人科を有する病院にあっては、公益財団法人日本医療機能評価機構が定める産科医療補償制度標準補償約款と同一の産科医療補償約款に基づく補償の有無 | 地域医療支援病院 |

- 公益財団法人日本医療機能評価機構認定病院[2]
- このほか、各種法令による指定・認定病院であるとともに、各学会の認定施設でもある。

## 交通アクセス
- 南海泉北線深井駅から南海バス泉ヶ丘駅行き、あみだ池行きで約10分、東中学校前バス停で下車。
- 南海泉北線泉ケ丘駅から南海バス深井駅行きで約10分、東中学校前バス停で下車。
- 南海高野線北野田駅から南海バス深井駅行き、鳳駅前行き、東山車庫前行きで約10分、高山バス停で下車。